# 德国联邦大会
德国联邦大会（德語：Bundesversammlung）是德意志联邦共和国的一个国家权力憲政机关，它唯一的职责是依据《基本法》第54章第1节第1条（Artikel 54 Absatz 1 Satz 1 GG）的规定組成选举人團，負責选举德国联邦总统。

## 组成
德国联邦大会由联邦议院议员，以及16个联邦州议会根据比例代表制产生的同等数量的代表组成。这些代表并不一定是职业政治家，也不一定是州议会议员，尤其是在联邦大会在该州的代表人数超过该州州议会议员人数的情况下，州议会经常将曾经的政治家、社交名流、体育运动员或是艺术家选为代表，参加联邦大会。联邦大会的组成人数是联邦议院的两倍，是德国最大的议会会议。
根据德国《联邦总统选举法》的规定，联邦大会的成员从被选为代表起至该届联邦大会结束时，享有与联邦议院议员相同的政治豁免权和刑事豁免权等特殊权利。联邦大会成员豁免权的废止，除了由联邦大会自己决定外，由于联邦大会每5年才举行一次，也可以不按常规，由联邦议院决定。法律上对此并没有明确的规定，联邦议院曾分别于2004年4月2日和2004年4月29日决议废止柏林州代表彼得·施特里德（Peter Strieder）和巴登-符腾堡州代表瓦尔特·德林（Walter Döring）的豁免权。
| 50 % 联邦议院议员 （598人加每届人数不同的额外议席） | 50 % 州议会选举的代表 （人数与联邦议院议员相同） |

## 大会举行和选举流程
德国联邦总统的任期是5年，正常情况下，联邦大会每5年举行一次，除非联邦总统的任期提前结束，如联邦总统死亡、自愿辞职或被迫辞职。联邦大会于何时何地举行，由联邦议院议长决定，但是宪法和政治惯例使他并没有太大的自由选择空间，德国《基本法》规定，联邦议院议长负责召集联邦大会，如果联邦总统正常结束其任期，联邦大会最迟须在总统任期结束前30天举行（Artikel 54, Absatz 4 GG），惯例是比这一期限再提前2至6周。如果联邦总统的任期提前结束，联邦大会最迟须在总统卸任后的30天内举行，联邦议院议长通常在与各党派主席商讨，并与联邦议院主席团成员达成一致后，确定联邦总统的选举日期。
在1979年第7届联邦大会筹备期间，联邦议院议长卡尔·卡斯滕斯决定将1979年5月23日作为联邦大会举行的日期，以纪念1949年5月23日德国《基本法》的公布。此后他的继任者都无一例外地继承了这一传统，将5月23日这一特殊的日子作为1984年、1989年、1994年、1999年和2004年的联邦大会日。
联邦议院议长是联邦大会的主席，由于联邦大会没有自己的议事程序，联邦大会遵循联邦议院的议事程序。联邦大会的唯一任务是选举联邦总统，联邦大会的每一个成员都有权提名联邦总统的候选人，实践中只有各党派事先确定的候选人会被提名。联邦总统的选举采用秘密投票，在第一轮或第二轮投票中获得绝对多数票的即为当选，若两轮过后无人当选，则进行第三轮投票，在第三轮中获得相对多数票即为当选。在当选人接受选举后，联邦议院议长宣布联邦大会闭幕。

## 历史
在魏玛共和国时期，德国的国家元首即联邦大总统直接由人民选举产生，保罗·冯·兴登堡是唯一的民選总统。
第二次世界大战后，由法国、英国和美国占领区内11个联邦州州长组成的“议会委员会”（Parlamentarischer Rat）决定，联邦总统不再由人民直接选举，而是由联邦大会的成员选举产生。与此同时，联邦总统不被赋予最高统治权，而只是作为象征性的国家元首。
第一届联邦大会于1949年9月12日在波恩举行，選出第一任西德联邦总统。
第十一屆联邦大会于2012年3月18日举行，姚阿幸·高克在基民盟、社民黨、自民黨、綠黨一致支持下，以991票当選为第十一任联邦总统。
第十二屆联邦大会于2017年2月12日举行，社民黨的前外交部長法蘭-禾特·施泰因邁爾在基民盟、社民黨、自民黨、綠黨一致支持下，以960票当選为第十二任联邦总统。